# Annette Duetz
Annette Duetz, född 29 juni 1993 i Zeddam, är en nederländsk seglare.

## Karriär
Vid OS 2016 i Rio de Janeiro slutade Duetz på sjunde plats tillsammans med Annemiek Bekkering i 49er FX. 2018 tog de VM-guld tillsammans och 2019 blev det både VM- och EM-guld. Vid OS 2020 i Tokyo, som arrangerades 2021, tog de brons i 49er FX.
2022 tog Duetz både VM- och EM-guld tillsammans med Odile van Aanholt. 2023 blev det VM-silver för Duetz och van Aanholt efter att slutat efter svenska Vilma Bobeck och Rebecca Netzler.
2024 tog Duetz sitt totalt fjärde VM-guld och andra tillsammans med Odile van Aanholt. Vid OS 2024 i Paris tog de guld tillsammans i 49er FX.